# Anton Berisha
Anton Nikë Berisha (ur. 7 sierpnia 1946 w Dobërdolu) – kosowski i jugosłowiański folklorysta i albanista.

## Życiorys
Uczył się w Ujmirze i Prisztinie, następnie studiował albanistykę na Uniwersytecie w Prisztinie. 1 lipca 1973 roku został powołany do Wydziału Folkloru Instytutu Albanologicznego w Prisztinie, którego był wieloletnim pracownikiem. W 1981 roku uzyskał stopień doktora na Uniwersytecie w Zagrzebiu.
W 1991 roku przeniósł się do Włoch, a w następnym roku rozpoczął wykładanie języka albańskiego na Uniwersytecie Kalabrii, gdzie ma również tytuł profesora.